# راسيل إم. كوكس
راسيل إم. كوكس (بالإنجليزية: Russell M. Cox)‏ هو ضابط أمريكي، ولد في 30 يناير 1919 في كامبريدج في الولايات المتحدة، وتوفي في 13 نوفمبر 1942 في المحيط الهادئ.